# 李赞臣旧宅
李赞臣旧宅是天津八大家之一“李善人”（李春城）之孙李赞臣在天津的故居，也是李赞臣之子李叔福的旧宅，位于当时天津英租界香港道（今和平区睦南道28号至30号），现为天津市教育委员会和天津市学位委员会。
目前是天津市文物保护单位和重点保护等级历史风貌建筑，并作为天津五大道近代建筑群的重要组成部分，被中华人民共和国国务院批准为全国重点文物保护单位。

## 历史

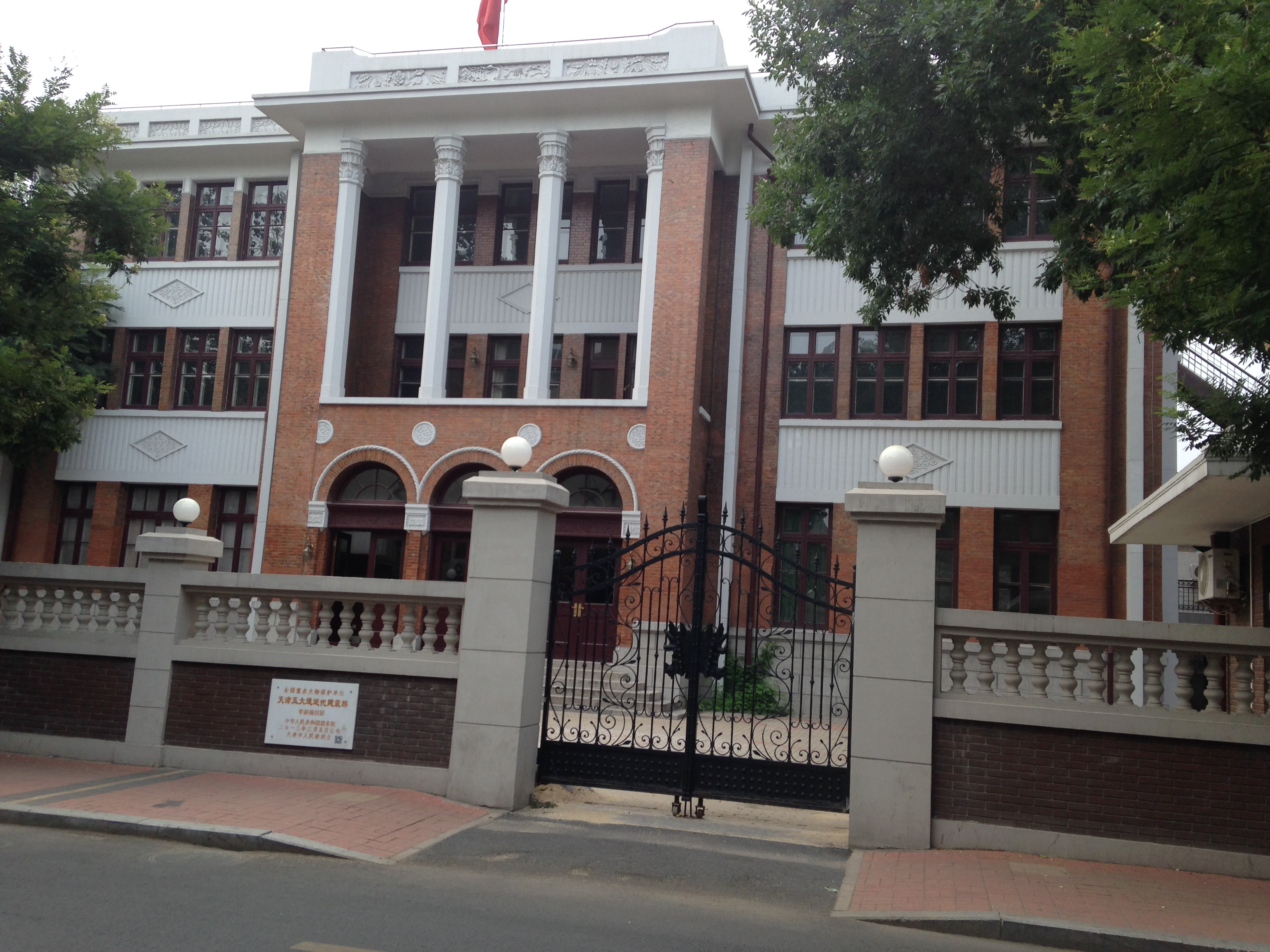

李赞臣旧宅建成于1937年，原是李氏家族的私宅。
李氏家族原籍江苏昆山，清代落户天津北门里户部街。传到李春城之时已经名声显赫，李春城因乐善好施，而受清政府赠予“李善人”之称号。
李春城共有四子，各自分家自立门户。旧宅主人李赞臣（1882年－1955年）是李春城之孙，曾担任长芦盐区纲公所纲总，并兼任纲商所办天津殖业银行经理，1937年与本房三兄弟搬到睦南道建成这栋洋楼。新中国成立时，李赞臣搬离此处，并将家族联同花园捐献给国家。
李赞臣有三子，长子李伯福据后人所述是第五任中华民国大总统曹锟亲女婿；次子李亚福侨居国外，娶民国“天津小姐”张美如，为荷兰大使张谦女婿，即清驻美公使张荫棠孙女婿，生平未详；幼子李叔福据民间记载是中华民国大总统曹锟侄女婿、直隶省省长曹锐女婿，李叔福后再娶荷兰大使张谦之女张美珍。
1997年6月2日，登录为天津市文物保护单位。2005年8月31日，登录为天津历史风貌建筑。2013年5月3日，登录为全国重点文物保护单位。

## 建筑
李赞臣旧宅为三层砖木混合结构楼房带地下室，建筑四周围有高墙，自成院落。外立面为清水红砖混水墙面，楼层间和窗间的墙面为水泥砂浆抹灰饰面，是一座具有典型的古典主义特征的西洋建筑。
建筑整体造型对称严格，一楼正立面设有三个拱型大门，大门上方由三联拱券构成，其上部二层设有四棵通高的八角柱、柱头为科林斯式雕花，支撑挑檐构成开敞柱廊。内部按照西方生活方式，设有舞厅、客厅、书房、会客室、卧室、餐厅等。